# Simone Venier
Simone Venier (Latina, 26 agosto 1984) è un canottiere italiano, che gareggia per le Fiamme Gialle; vincitore della medaglia d'argento ai Giochi olimpici di Pechino 2008 nel quattro di coppia.

## Vita privata
Dal 2010 è il compagno di Valeria Altobelli che sposa il 13 settembre 2013 a Sabaudia; la coppia ha un figlio, Gioele, nato nel 2012.

## Palmarès
- Olimpiadi

Pechino 2008: argento nel 4 di coppia.
- Mondiali

Cambridge 2010: argento nel 4 di coppia.
- Europei

Poznań 2007: argento nel 4 di coppia.
Poznań 2020: argento nel 4 di coppia.
Varese 2021: oro in 4 di coppia
- Giochi del Mediterraneo

Tarragona 2018: bronzo nel 2 di coppia (con Romano Battisti)